# 金田ノ岬灯台
金田ノ岬灯台（かねだのみさきとうだい）は北海道礼文郡礼文町（礼文島）に建つ灯台。

## データ
- 航路標識番号：0516
- 名称：金田ノ岬灯台
- 読み：かねだのみさき
- 北緯：45-27-37
- 東経：141-02-01
- 灯質：群閃白光  毎8秒に2閃光
- 灯高：27m
- 光達距離：12.0海里
- 塗色構造：白地に赤横帯2本塗 塔形
- 高さ：12m

## 付属施設
- 気象観測

## 歴史
2009年（平成21年）7月23日　光源をLEDに変更